# Abraham César Lamoureux

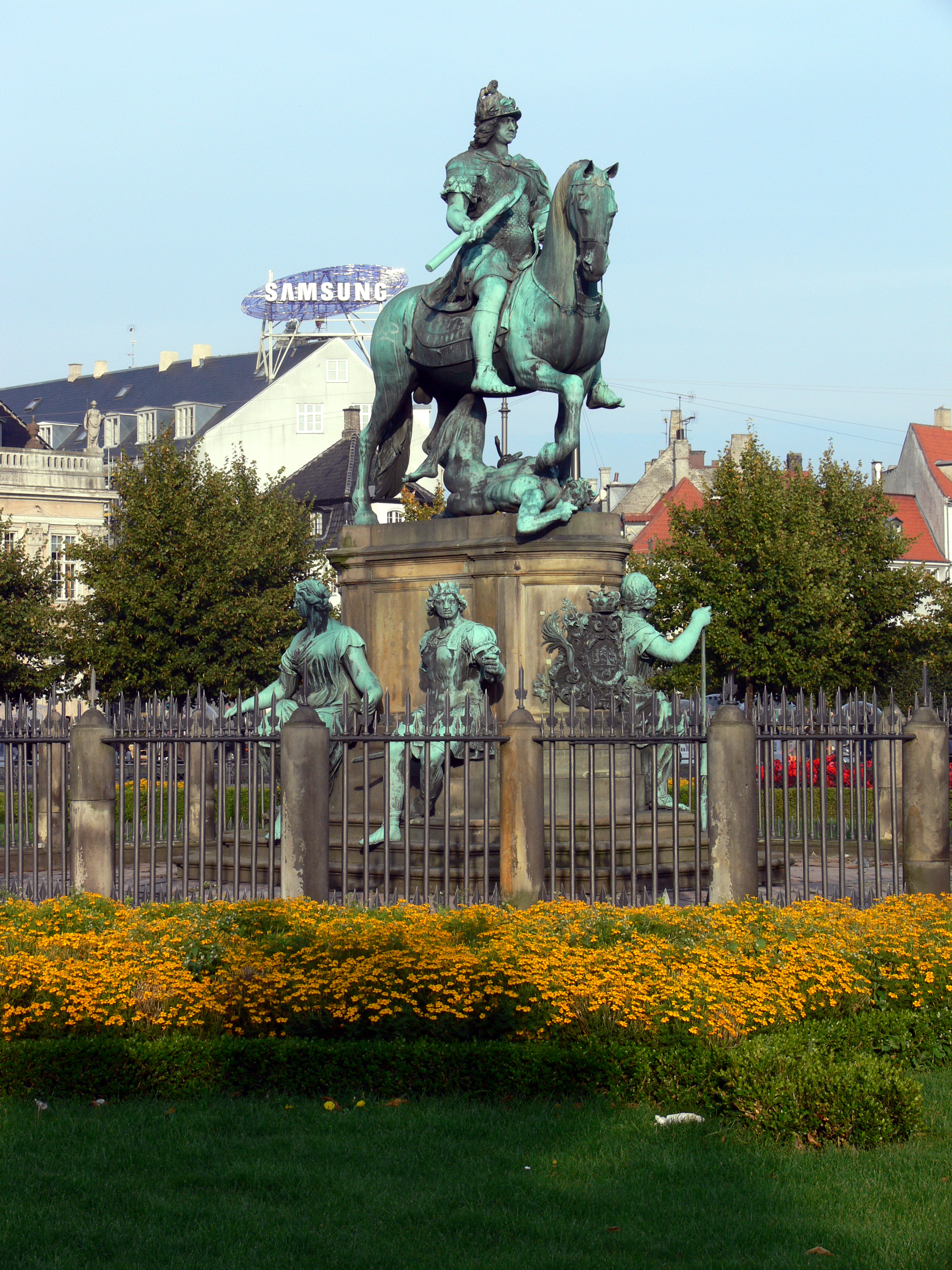
Bronzekopie von König Christians V. Reiterstandbilds auf Kongens Nytorv, Kopenhagen

Abraham César Lamoureux (* um 1640 in Metz; † im April 1692 in Kopenhagen) war ein französischstämmiger Bildhauer und Steinmetz des Barock, der in Schweden und in der dänischen Hauptstadt Kopenhagen arbeitete. Sein bekanntestes Werk ist „das Pferd“ auf Kongens Nytorv in Kopenhagen (eine Statue des Königs Christian V.), das erste Reiterstandbild Nordeuropas.

## Leben und Werk
Über die Herkunft, Jugend und Ausbildung von Lamoureux gibt es nur wenige Informationen. Er wurde in Metz in Lothringen (Frankreich) geboren und hatte einen jüngeren Bruder Claude, ebenfalls ein Bildhauer, sowie eine jüngere Schwester Magdalena, die um 1660 in Hamburg zur Welt kam.
Zusammen mit seinem Stiefvater, dem Bildhauer Jean Baptiste Dieussart, kam er um 1664 nach Stockholm, als dieser in die Dienste des schwedischen Reichskanzlers Graf Magnus Gabriel De la Gardie trat. Bis etwa 1668, als die ursprünglich aus Antwerpen stammende Mutter von Lamoureux starb, war De la Gardie der Hauptarbeitgeber und Mäzen von Dieussart. Es ist wahrscheinlich, dass Lamoureux, und vermutlich auch sein Bruder Claude, zu diesem Zeitpunkt Lehrlinge oder Assistenten ihres Stiefvaters waren.
Um 1670 war er ein Geselle des Bildhauers Nicolaes Millich und lebte bei diesem im Stockholmer Bondeschen Palais,
setzte sich aber kurz darauf nach Güstrow zu Charles Philippe Dieussart (ein Bruder seines Stiefvaters) ab, der zu dieser Zeit Hofarchitekt und Bildhauer von Herzog Gustav Adolph von Mecklenburg-Güstrow war. 1671 war Lamoureux wieder in Schweden und trat, wie auch sein Stiefvater vor ihm, in den Dienst des Grafen Magnus Gabriel De la Gardie.
Anfang 1675 heiratete Lamoureux Anna Thiel, eine Tochter des Huf- und Waffenschmieds und Zunftältesten der Stockholmer Waffenschmiede Hans Thiel. 1677 wurde er Hofbildhauer der Königin Hedwig Eleonora auf Schloss Jakobsdal und im September 1678 wurde er von seinem früheren Arbeitgeber De la Gardie beauftragt, Skulpturen von zwei Hippokampen, einem Neptun und einem Drachen für das Schloss Karlberg herzustellen.
Im Jahr 1681 zogen Abraham César Lamoureux und seine Familie, einschließlich seines Bruders Claude, sowie seiner Schwester Magdalena und ihres Ehemannes, dem schwedischen Bildhauer und Steinmetz Johann Gustav Stockenberg, nach Kopenhagen in Dänemark (es wird angenommen, dass Lamoureux von Jens Juel aus schwedischen Diensten abgeworben wurde). Dort nahm er eine Stelle als Hofbildhauer für König Christian V. von Dänemark mit einem Jahresgehalt von 400 dänischen Rigsdalern an, das ab 1685 um weitere 200 Rigsdaler erhöht wurde. Die Arbeit am Reiterstandbild von Christian V. begann wahrscheinlich um 1682, als Lamoureux Material zur Herstellung eines Reiterstandbildes erwarb. Der Aufrichtung des Standbildes auf Kongens Nytorv im Jahr 1687 wohnte Nicodemus Tessin der Jüngere bei.
Abraham César Lamoureux starb im April 1692 in Kopenhagen, wo er am 27. April 1692 in der Dreifaltigkeitskirche bestattet wurde.

## Bekannte Werke

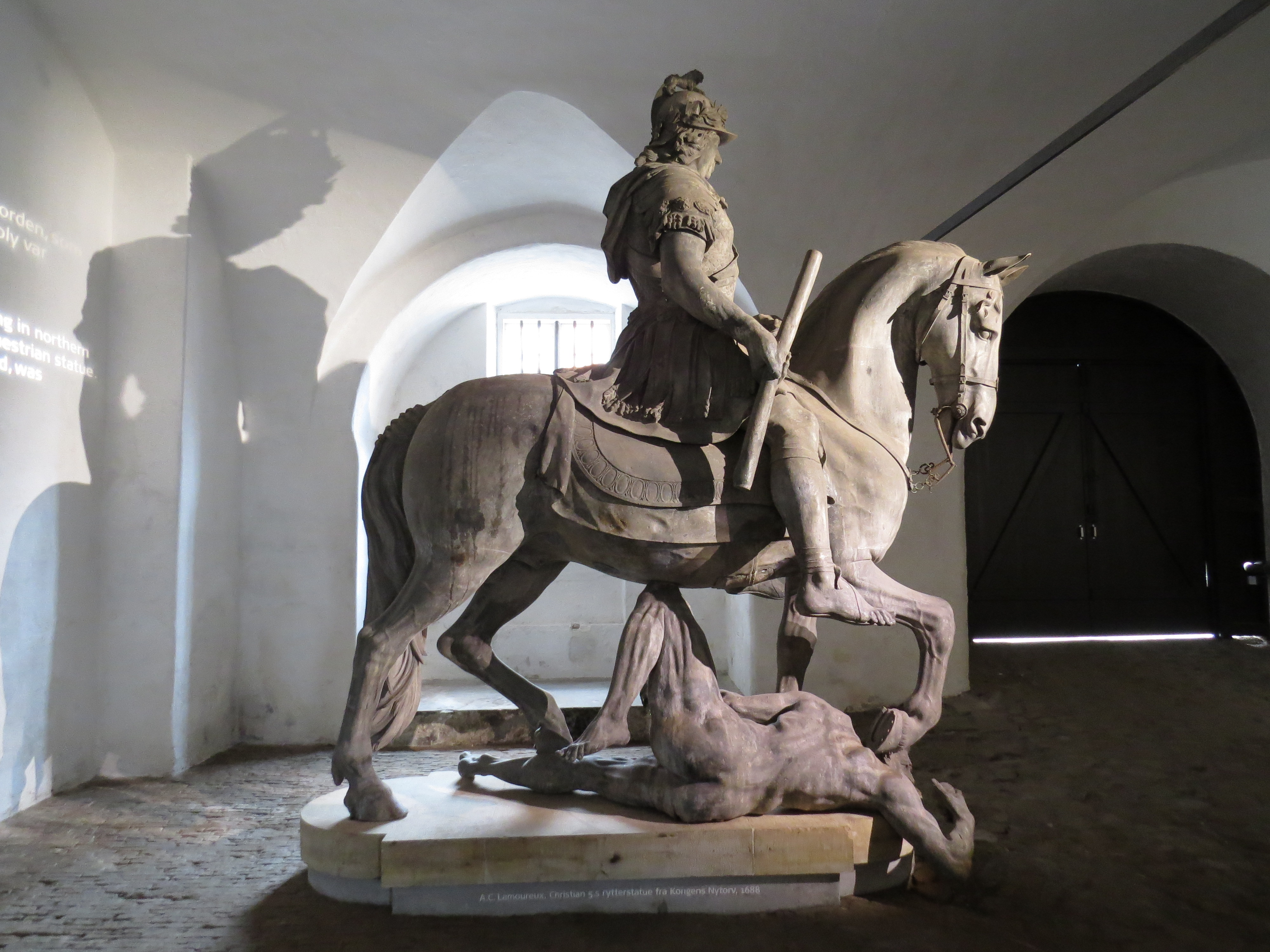
Original des Reiterstandbilds von König Christian V., das sich im Lapidarium der Könige Museum in Kopenhagen befindet

Leider sind keine von Lamoureux in Schweden fertiggestellten Werke erhalten. Die einzigen bekannten erhaltenen Werke befinden sich in Dänemark:
- die zwischen 1687 und 1688 in Kongens Nytorv errichtete Reiterstatue von Christian V. – ursprünglich eine vergoldete Bleistatue,[12] musste sie wegen der durch die Weichheit des Bleis verursachten Materialermüdung häufig repariert werden, weshalb der Bildhauer Einar Utzon-Frank beauftragt wurde, einen Abguss der ursprüngliche Statue aus Bronze herzustellen, der zwischen 1939 und 1942 hergestellt wurde[13]
- ein Porträtmedaillon-Relief aus Marmor von König Christian V. auf Schloss Rosenborg

### Weitere ihm zugeschriebene Werke
Eine Reihe anderer Werke wurde Lamoureux zugeschrieben. Darunter sind:
- ein Porträtmedaillon-Relief aus Marmor von König Christian V. in Kloster Gisselfeld[14]
- eine Herkulesstatue aus dem Jahre 1691 im Garten des Borchs-Kollegium, die dem Herkules Farnese nachempfunden ist[15]